# 山東ユカ
山東 ユカ（さんとう ユカ）は、日本の女性漫画家。福岡県出身。

## 略歴
デビューから4コマ漫画を主に手掛けており、商業誌初連載となった『ヒミツの保健室』が出世作となった。現実的な部分に非日常的要素を織り交ぜ、登場人物の日常をブラックかつドライなギャグを交えて描くスタイルが多い。
カエル好きで作中にカエルグッズやカエルの着ぐるみなどが多く描かれており、作品によっては自画像もカエル姿である。

## 作品リスト
スパロウズホテル
- 『まんがライフ』（竹書房： 2005年10月号・2006年7月号・2008年7月号ゲスト・2008年12月号 - 2022年9月号[3]→『まんがライフオリジナル』2022年9月号[4] - ）既刊15巻

繁華街の中心にあるビジネスホテルであるスパロウズホテルで働く従業員の日常を描いたコメディ。単行本2巻の発売の際、山東ユカ初のサイン会が行われた、2013年4月よりテレビアニメ化。
スパロウズホテル ANNEX
- 『まんがライフSTORIA』（竹書房：Vol.1 - Vol.26）既刊1巻

スパロウズホテルのスピンオフ作品で、ストーリー形式。
博多女子は鬼神のごとく気が強か!?
- 『まんがライフMOMO』（竹書房：2017年4月号 - 2019年1月号）
- 『まんがくらぶ』（竹書房：2019年3月号 - 2021年8月号）全3巻

ヒミツの保健室
- 『ヤングキングアワーズ』（少年画報社：2001年10月号 - 2007年4月号）全5巻

保健室を中心に、生徒や教師の日常を描いた学園コメディ。
みことREADY FIGHT!
- 『まんがくらぶオリジナル』（竹書房：2003年8月号 - 2005年1月号）全1巻

ゲームセンターの格闘ゲームに熱中しゲーム機にコインを入れると人格が豹変するお嬢様と、その周りの人々を描いたコメディ。単行本発売記念にイラスト入りサイン色紙のプレゼントが行われた。
みずたま注意報
- 『まんがライフMOMO』（竹書房：創刊号（2003年8月号） - 2008年12月号）全3巻

天気を100%当てることができる能力を持つ高校生雨音玲音とその隣人で全国上位に入る成績の石塚晴太のラブコメディ。
カテゴリ・テリトリ
- 『ヤングキング』（少年画報社：2006年17号 - 2010年19号）全6巻

ひょんなことから女1人、男2人でルームシェアをすることとなった3人と、その周りの人々を描いたコメディ。
トリセツなカテキョ
- 『まんがタイムオリジナル』（芳文社：2010年1月号ゲスト、2010年6月号 - 2015年7月号、偶数月号隔月連載、2011年1月号ゲスト）全3巻

「雪女」とあだ名される優等生の美少女が、ひょんなことから後輩男子の家庭教師役を務めるコメディ。
ロボ娘のアーキテクチャ
- 『まんがライフMOMO』（竹書房：2009年2月号 - 2016年6月号）全4巻

莫大な開発費をかけて作られたロボ娘クォークと、共に暮らす江草姉妹たちの日常を描いたコメディ。タイトルの「ロボ娘」は「ろぼこ」と読む。
學園のムスメ
- 『4コマnanoエース』（角川書店Vol.2[9] - ）全1巻

渚は太陽をひとりじめ
- 『まんがタイムスペシャル』（芳文社：2016年10月号 - 2016年12月号ゲスト、2017年1月号 - 2019年11月号）全2巻

### その他
- GLOBAL COMMUNICATION

少しおかしな会社で繰り広げられるOLコメディ。ヒミツの保健室1巻巻末に特別読み切りとして収録。
- 1on3おしえてセ・ン・パ・イ

悪人面の高1男子と高3のモテ系女子のラブコメディ。ヒミツの保健室2巻巻末に読み切りとして収録。
- ユージュアルホスピタル

病院コメディ。山東ユカの入院が切っ掛けで書かれた読み切り作品。ヒミツの保健室3巻巻末に収録。
- ムダヅモ無き第二次改革 アンソロジーコミック（近代麻雀コミックス）

『ムダヅモ無き改革』のアンソロジーコミック。山東ユカも参加しており、表紙イラストの一部も手掛けている。
- フィッキーさん

フィッキーさんがケーブルテレビの製作所で周囲の人間を振り回すギャグ漫画。トリセツなカテキョ1巻巻末に読み切りとして収録。